# Feliks Nawrot
Feliks Nawrot (ur. 25 maja 1917 w Szypowicach, zm. 15 listopada 1941 w KL Auschwitz) – polski żołnierz, działacz 
niepodległościowy.

## Życiorys
Syn leśniczego ze wsi Sierbowice – Feliksa Nawrota, brat Tadeusza Nawrota. Szkołę powszechną ukończył w Pilicy. W latach 1932–1936 uczęszczał do Gimnazjum im. Kazimierza Wielkiego w Olkuszu. Następnie ukończył podchorążówkę i został przyjęty na Politechnikę Lwowską. Podczas kampanii wrześniowej w 1939 dostał się do niewoli niemieckiej, z której udało mu się zbiec. Zamieszkały w gajówce w Sierbowicach, gdzie pracował jako urzędnik leśny. Równocześnie na tamtejszym terenie działał w konspiracji jako komendant Związku Walki Zbrojnej ps. „Sęk”. Jesienią 1939  założył organizację o charakterze regionalnym, pod nazwą „Orzeł Biały”. Współredaktor gazetki konspiracyjnej „Wyzwolenie”, a później „Przedświt”. Zdradzony przez kolegę, z którym uczęszczał do gimnazjum w Olkuszu, został aresztowany 4 sierpnia 1941 z powodu drukowania ulotek i gazetek przeciw hitlerowcom. Osadzono go w więzieniu Montelupich w Krakowie, a potem 18 września 1941 przewieziono do niemieckiego obozu koncentracyjnego Auschwitz. Był więźniem Karnej Kompanii, rozstrzelany 15 listopada 1941 roku.